# Eugène Atget
Eugène Atget (ur. 12 lutego 1857 w Libourne, zm. 4 sierpnia 1927 w Paryżu) – francuski fotografik.
Urodził się w rodzinie rzemieślników z paryskich przedmieść, jednak po tym jak jego rodzice zmarli gdy miał 5 lat, był wychowywany przez dziadków w Bordeaux. Pracował m.in. jako marynarz, aktor. W 1890 zamieszkał w Paryżu. Nie miał wykształcenia artystycznego, lecz został fotografem i to zajęcie stało się źródłem jego zarobków. Prowadził fotograficzną dokumentację Paryża. W latach 1898–1914 robił zdjęcia na zlecenie urzędów miasta, m.in. do archiwów i do Musée Carnavalet. Także dla architektów, wydawców i innych.
Jego zdjęcia inspirowały i fascynowały surrealistów. W roku 1927 Man Ray opublikował zbiór zdjęć Atgeta w piśmie La Révolution surréaliste.
Atget stworzył ok. 10 000 zdjęć. W 1968 ta kolekcja została zakupiona od Berenice Abbott przez Museum of Modern Art w Nowym Jorku. W kolekcji George Eastman House znajduje się ok. 500 zdjęć Atgeta.

## Galeria

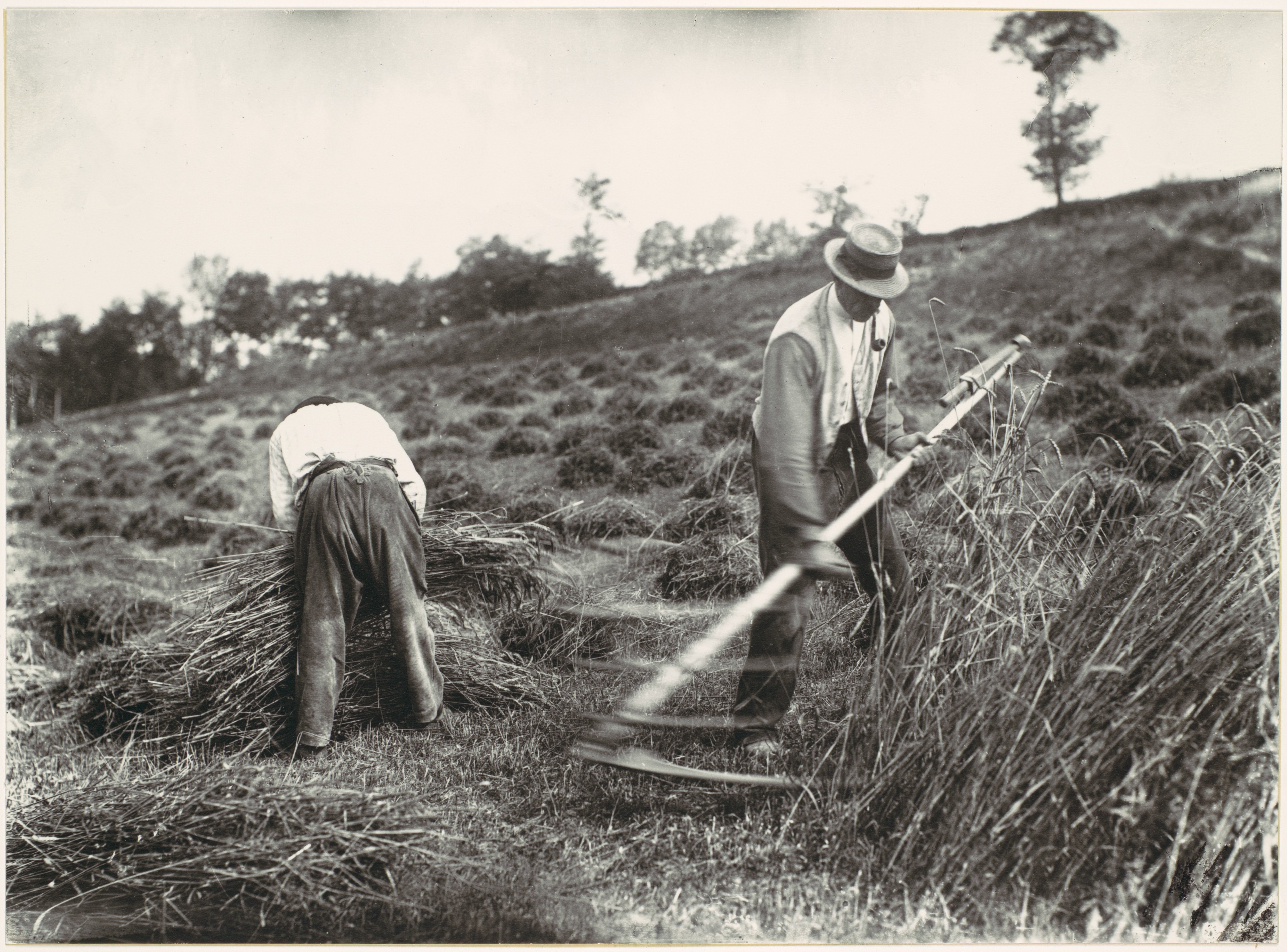
Kosiarze, 1890-98
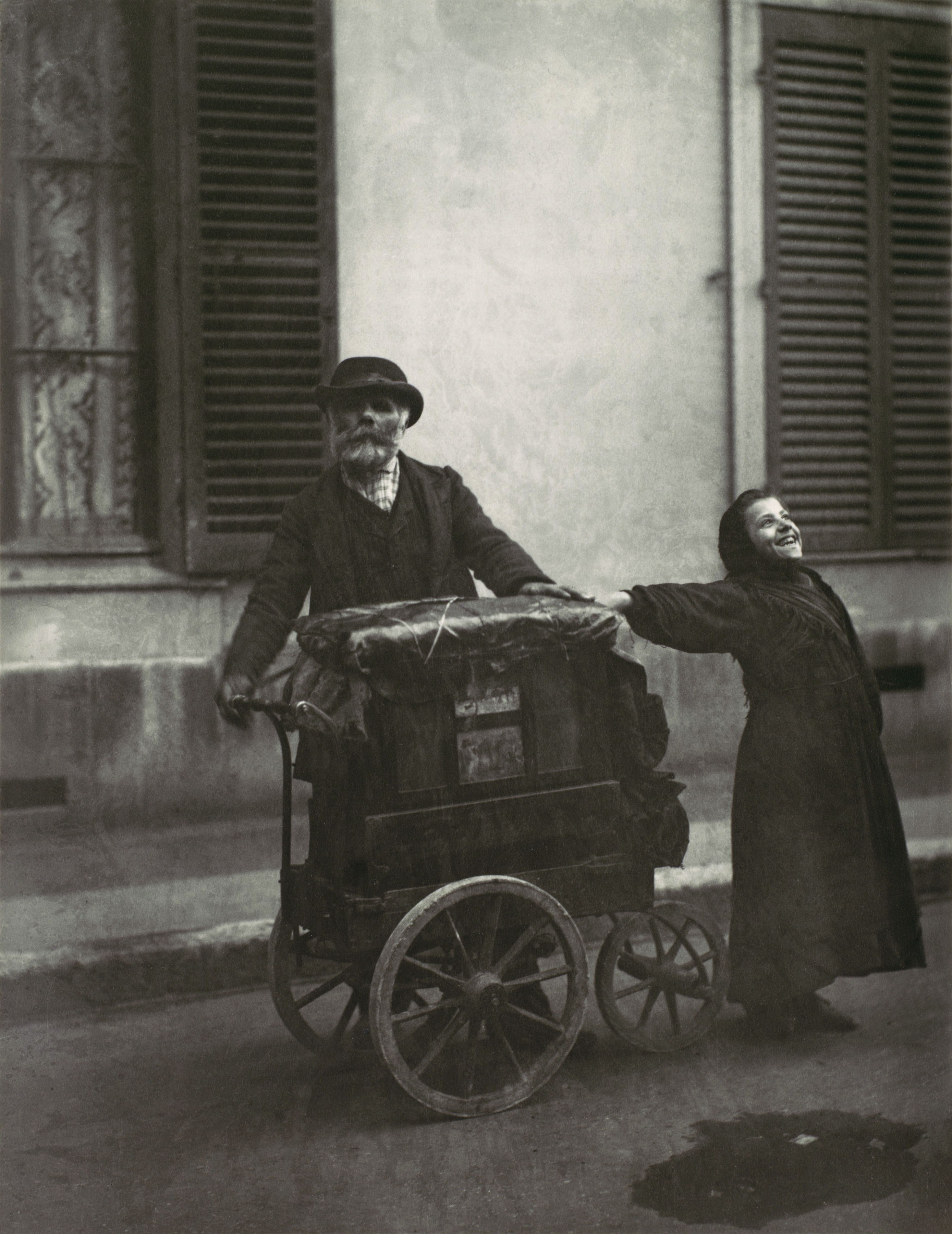
Kataryniarz, 1898
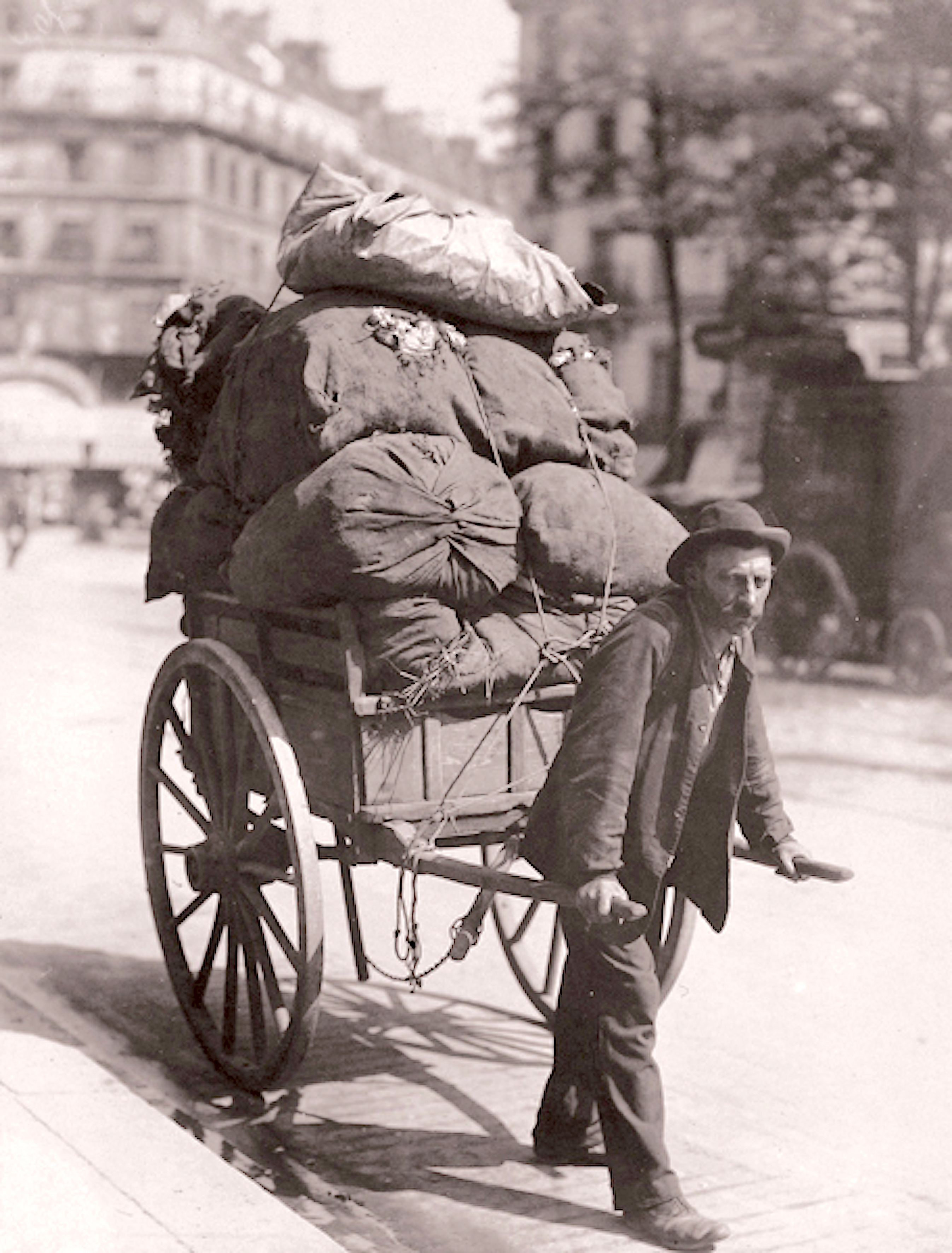
Szmaciarz, 1899
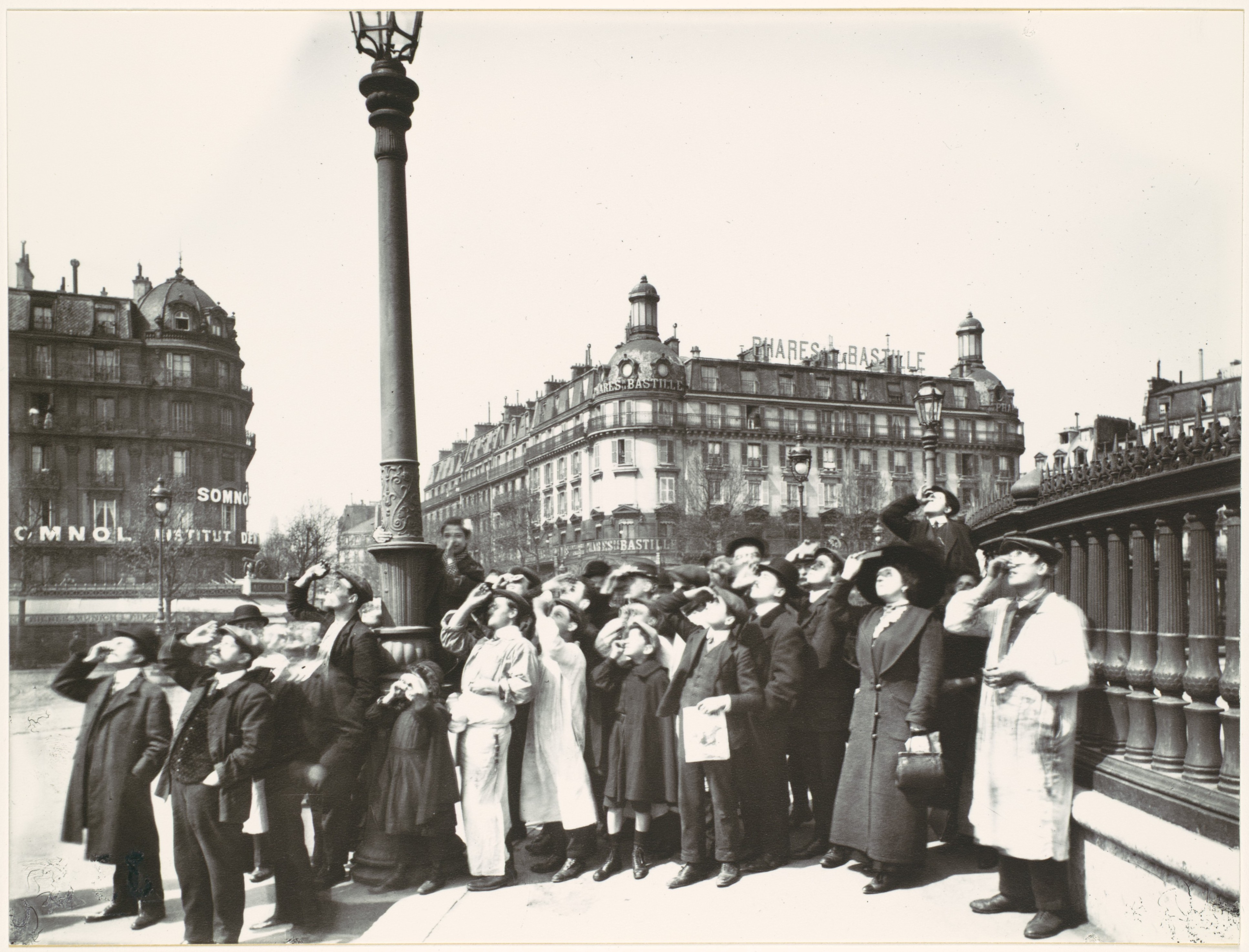
Ludzie obserwujący zaćmienie słońca, 1912
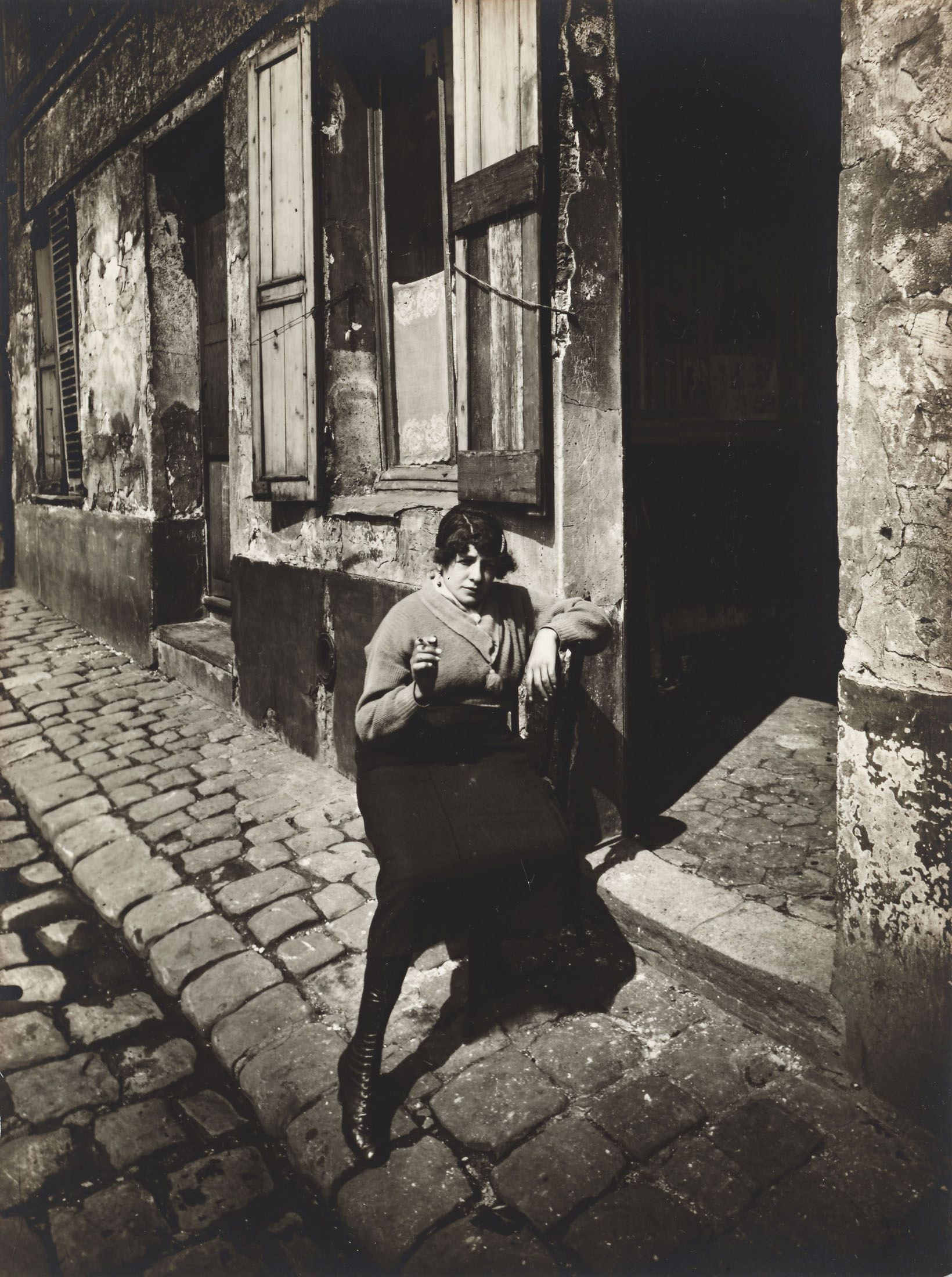
Prostytutka czekająca przed swoimi drzwiami, 1921
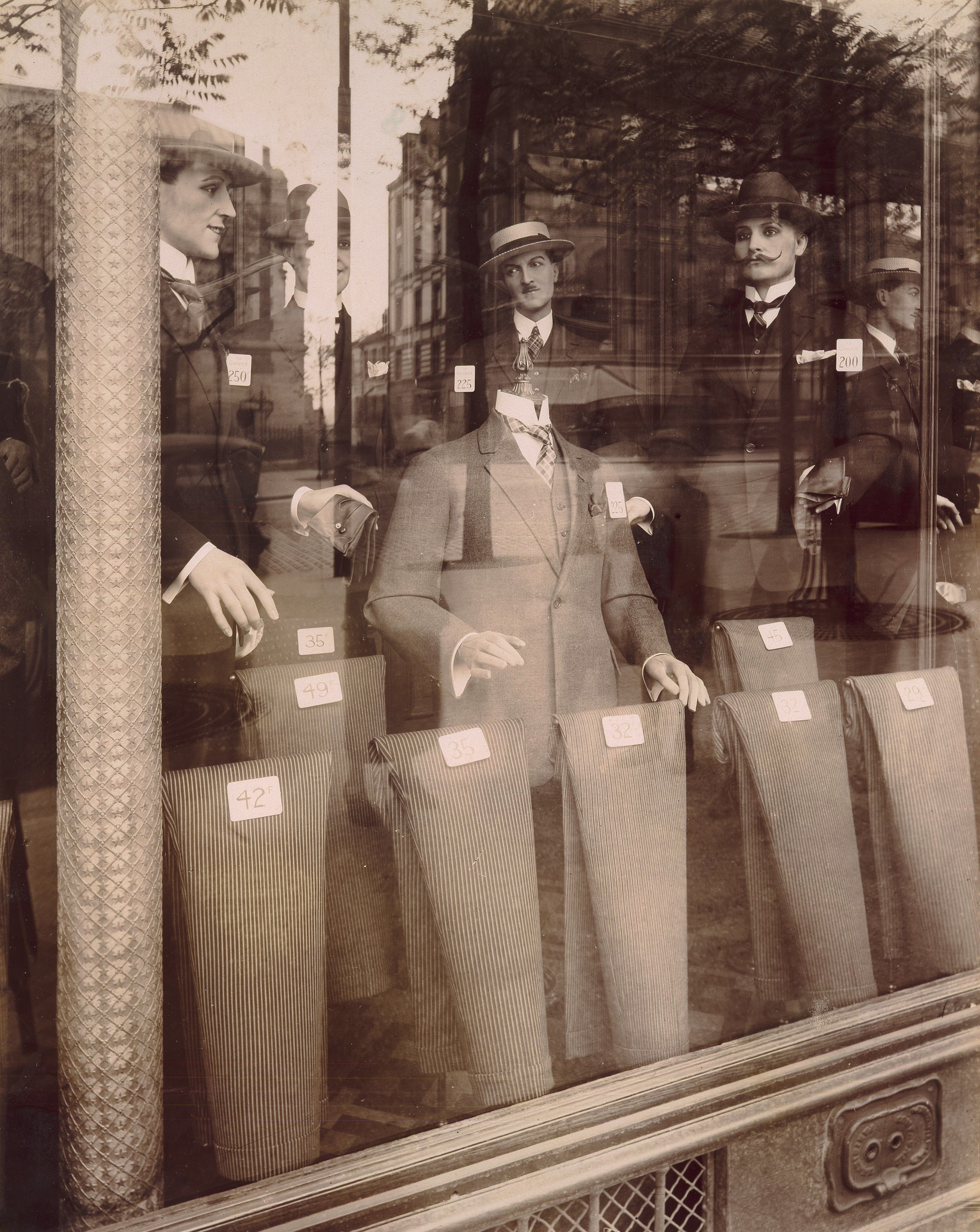
Avenue des Gobelins, 1927